# أوليفييه فرانسوا
أوليفييه فرانسوا (بالفرنسية: Olivier François)‏ هو مدير فرنسي، ولد في 4 أكتوبر 1961 في باريس في فرنسا.